# ۲۸ روز بعد
۲۸ روز بعد (به انگلیسی: 28 Days Later) فیلمی ترسناک و پسا-آخرالزمانی محصول سال ۲۰۰۲ است که توسط دنی بویل کارگردانی شده و فیلمنامهٔ آن را الکس گارلند نوشته است. کیلین مورفی در نقش یک پیک دوچرخه‌سوار ظاهر می‌شود که پس از بیدار شدن از کما متوجه می‌شود انتشار تصادفیِ یک ویروس بسیار واگیردار، باعث فروپاشی جامعه شده است. نائومی هریس، کریستوفر اکلستون، مگان برنز و برندن گلیسون نیز در نقش‌های مکمل حضور دارند.
گارلند در نگارش فیلمنامه از مجموعه فیلم‌های شب مردگان متحرک ساختهٔ جورج ای. رومرو و رمان روز تریفیدها (۱۹۵۱) اثر جان ویندهام الهام گرفت. فیلم‌برداری در سال ۲۰۰۱ در نقاط مختلف بریتانیا انجام شد و برای ثبت صحنه‌هایی در مکان‌های شلوغ، خیابان‌ها را صبح‌های زود به‌طور موقت مسدود کردند. موسیقی اصلی فیلم را جان مورفی ساخته و قطعاتی نیز از هنرمندانی چون برایان اینو، گادسپید یو! بلک امپرور و دیگران استفاده شده است.
این فیلم در تاریخ ۱ نوامبر ۲۰۰۲ در بریتانیا و ۲۷ ژوئن ۲۰۰۳ در آمریکا اکران شد و با نقدهای عموماً مثبت و موفقیت تجاری روبه‌رو شد؛ به طوری‌که با بودجهٔ ۸ میلیون دلاری توانست بیش از ۸۲٫۸ میلیون دلار فروش جهانی داشته باشد و به یکی از سودآورترین فیلم‌های ترسناک آن سال تبدیل شود. منتقدان از کارگردانی بویل، اجراها، فیلمنامهٔ گارلند، فضای فیلم و موسیقی آن تمجید کردند.
با وجود اینکه بویل این اثر را فیلم زامبی نمی‌داند، ۲۸ روز بعد به‌عنوان فیلمی شناخته می‌شود که جان دوباره‌ای به این ژانر بخشید و در احیای آن طی یک دههٔ بعد نقش مهمی داشت—به‌ویژه با معرفی مبتلایان سریع‌الحرکت و تمرکز بر درام شخصیتی. این فیلم در فهرست‌های مختلف بهترین آثار سینمایی نیز قرار گرفته است. موفقیت فیلم آغازگر مجموعه‌ای با همین عنوان بود که شامل دو قسمت دیگر به نام‌های ۲۸ هفته بعد (۲۰۰۷) و ۲۸ سال بعد (۲۰۲۵) است. همچنین فرنچایز گسترده‌تر آن شامل رمان گرافیکی ۲۸ روز بعد: پیامدها (۲۰۰۷) و مجموعهٔ کمیک ۲۸ روز بعد (۲۰۰۹–۲۰۱۱) می‌شود.

## داستان
گروهی از فعالان حقوق حیوانات به آزمایشگاهی در کمبریج نفوذ می‌کنند که شامپانزه‌هایی با رفتارهای به‌شدت تهاجمی را در خود جای داده است. یکی از فعالان، علی‌رغم هشدار دانشمندی مبنی بر آلوده بودن شامپانزه به ویروسی بسیار مسری به نام «خشم»، آن را آزاد می‌کند. شامپانزه فوراً به او حمله می‌کند و ظرف چند ثانیه، قربانی به ویروس مبتلا شده و به دیگران حمله‌ور می‌شود. در پی آن، این ویروس به‌سرعت در سراسر بریتانیای کبیر پخش می‌شود و جامعه به‌طور کامل فرو می‌پاشد.
۲۸ روز بعد، جیم—پیک دوچرخه‌سوار—که پیش از شیوع بیماری بر اثر تصادف به کما رفته بود، در بیمارستان سنت توماس لندن بیدار می‌شود و آن را خالی می‌یابد. او پس از خروج از بیمارستان، در خیابان‌های خلوت شهر سرگردان می‌شود، تیتر روزنامه‌ها دربارهٔ تخلیه گسترده را می‌بیند و در نهایت وارد کلیسایی می‌شود که صحنه‌ای خون‌آلود از یک قتل‌عام را در خود دارد. افراد آلوده ظاهر شده و جیم را تعقیب می‌کنند، اما دو بازمانده به نام‌های سلینا و مارک او را نجات داده و به پناهگاه خود در یک مغازه می‌برند.
به‌درخواست جیم، گروه به‌صورت پیاده به خانهٔ والدین او در دتفورد می‌روند، جایی که جیم درمی‌یابد آن‌ها خودکشی کرده‌اند. با فرارسیدن شب، تصمیم می‌گیرند همان‌جا بمانند. جیم در خاطرات خانوادگی غرق شده و با روشن کردن شمع، ناخواسته همسایگان آلوده را جذب می‌کند. مارک در حین دفاع از خانه زخمی می‌شود و سلینا پیش از آن‌که ویروس در بدنش فعال شود، او را از پا درمی‌آورد و به جیم هشدار می‌دهد: «اگه واسه تو اتفاق بیفته، بدون تردید همون کارو می‌کنم.»
جیم و سلینا پس از دیدن نور سیگنال در طبقه‌ای از برج بالفورن به آنجا می‌روند و با فرانک، رانندهٔ تاکسی، و دختر نوجوانش هانا آشنا می‌شوند. فرانک یک پیام رادیویی نظامی پخش می‌کند که وعدهٔ پناه و «نجات از آلودگی» در یک ایست بازرسی خارج از منچستر را می‌دهد. گروه تصمیم می‌گیرد به‌صورت مشترک راهی آن‌جا شود.
وقتی به منچستر می‌رسند، ایست بازرسی را متروکه می‌بینند. فرانک که ناامید شده، به دروازه‌ای که جسدی روی آن قرار دارد لگد می‌زند. قطره‌ای خون از جسد به داخل چشم فرانک می‌افتد و او را آلوده می‌کند. در حالی‌که به دیگران هشدار می‌دهد، سربازانی پنهان ظاهر شده و او را می‌کشند.
سربازان، جیم، سلینا و هانا را به یک خانهٔ روستایی مستحکم تحت فرماندهی سرهنگ هنری وست منتقل می‌کنند و با پذیرایی، آن‌ها را خوش‌آمد می‌گویند. اما این پناهگاه در واقع تله‌ای است؛ وست به جیم فاش می‌کند که پیام رادیویی برای جذب زنان بازمانده و تبدیل آن‌ها به بردگان جنسی جهت حفظ روحیهٔ نیروهایش طراحی شده بود. جیم و گروهبان فارل از همکاری در این نقشه سر باز می‌زنند و وست دستور زندانی شدن و اعدام‌شان را صادر می‌کند. در حین اسارت، فارل به جیم می‌گوید که عفونت به آن‌سوی اقیانوس سرایت نکرده و بریتانیا قرنطینه شده است. دو سرباز فارل را می‌کشند اما بر سر تصمیمات خود با هم اختلاف پیدا می‌کنند، و این فرصتی برای فرار جیم فراهم می‌آورد.
جیم در جنگل، رد بخار هواپیمایی را در آسمان می‌بیند، نشانه‌ای از فعالیت جهان خارج. او با به صدا درآوردن آژیر، وست را از عمارت بیرون می‌کشد، یکی از سربازان را می‌کشد و سپس میلر—سربازی آلوده که برای بررسی زنجیر شده بود—را آزاد می‌کند تا دیگر سربازان را آلوده کند. میچل، یکی از سربازان، می‌کوشد سلینا را برباید، اما جیم با خشونتی بی‌سابقه او را می‌کشد؛ سلینا ابتدا تصور می‌کند جیم آلوده شده، اما وقتی در کشتن او لحظه‌ای تردید می‌کند، به حقیقت پی می‌برد و با جیم می‌بوسد. جیم، سلینا و هانا با تاکسی فرانک فرار می‌کنند، اما وست که در صندلی عقب پنهان شده، جیم را از ناحیه شکم هدف قرار می‌دهد. هانا در واکنش، خودرو را دنده‌عقب می‌برد تا میلر از پنجرهٔ عقب وارد شود، وست را بیرون بکشد و با ضربات مشت و لگد از پا درآورد.
۲۸ روز دیگر، جیم در کلبه‌ای دورافتاده در کامبریا بهبود یافته است، جایی که افراد آلوده بر اثر گرسنگی در حال مرگ‌اند. با عبور یک هواپیمای هاوکر هانتر از آسمان، سه نفر پارچهٔ بزرگی با نوشتهٔ «HELLO» پهن می‌کنند و برای جلب توجه خلبان دست تکان می‌دهند، با این امید که شاید آن‌ها دیده شوند.

## بازیگران
- کیلین مورفی در نقش جیم، پیک دوچرخه‌سوار که قبلاً در کما بوده
- نائومی هریس در نقش سلینا، یکی از بازماندگان در لندن
- برندن گلیسون در نقش فرانک، رانندهٔ تاکسی
- مگان برنز در نقش هانا، دختر جوان فرانک
- کریستوفر اکلستون در نقش سرهنگ هنری وست
- نوآ هانتلی در نقش مارک، بازمانده‌ای همراه با سلینا
- استوارت مک‌کوری در نقش گروهبان فارل
- ریچی هارنت در نقش سرجوخه میچل
- لئو بیل در نقش سرباز جونز
- لوک مابلی در نقش سرباز کلیفتن
- جونیور لانیان در نقش سرباز بل
- ری پنتاکی در نقش سرباز بدفورد
- سانجای رامباروث در نقش سرباز دیویس
- ماروین کمپبل در نقش

## تولید
بیمارستانی که در این فیلم مورد استفاده قرار می‌گیرد یک بیمارستان واقعی است. مدیران بیمارستان برای تعطیلات آخر هفته ساختمان را به سازندگان فیلم اجاره می‌دهند و درآمدهای فیلم به‌طور مستقیم هزینه‌های بیمارستان را پرداخت می‌کند، به این معنی که پول فیلمبرداری مستقیماً به صندوق اعتماد بیمارستان واریز می‌شود. گروه تولید برای فیلمبرداری صحنه‌های بزرگراه، مجوز فیلمبرداری در روز یکشنبه صبح بین ساعت ۷٫۰۰ تا ۹٫۰۰ را دریافت کرد؛ در نتیجه پلیس به تدریج سرعت حرکت ماشین‌ها را در هر دو جهت بزرگراه کاهش داد و سازندگان فیلم با استفاده از ۱۰ دوربین توانستند، یک دقیقه فیلم قابل استفاده را ضبط کنند. همچنین سکانس فیلمبرداری تونل دو روز به طول انجامید. همچنین خدمه تمام مدارک لازم را برای تخریب پمپ بنزین به دست آوردند، اما پلیس (ناخواسته) از آن مطلع نشد. هنگامی که مواد منفجره منفجر شد، پلیس نیروهای آتش‌نشانی را به محل اعزام کرد (اگرچه یکی از آنها قبلاً در صحنه حضور حضور داشت). اما دنی بویل پس از چند ساعت موضوع را حل کرد. هزینه انفجار در کل ۲۵۰٬۰۰۰ پوند بود.
اوایل فیلم با تصاویر و اخباری آغاز می‌شود که بر اساس فیلم‌های گرفته شده توسط روزنامه‌نگار سوریوس سامورا در سیرالئون تهیه شده است. و نیز آیه کتاب مقدس روی کارت پستال جیم از کتاب ناحوم است. ناحوم پیامبری بود که تخریب شهر بزرگ نینوا، پایتخت امپراطوری آشور را پیش‌بینی کرد که قرار بود به عنوان مجازات گناهان ساکنانش کاملاً نابود شود.
افراد اضافی که در کلیسا نقش اجساد مرده را بازی می‌کردند دانشجویان دانشگاه بودند که داوطلب حضور در این فیلم شدند.

## گاف‌های فیلم
- سلنا و مارک ادعا می‌کنند که در منطقه هیچ الکتریسیتهای وجود ندارد، با این حال وقتی آن‌ها برای غارت ذخیره مواد غذایی وارد بودگنس می‌شوند، همه چراغ‌ها به وضوح روشن هستند.
- وقتی جیم در لندن قدم می‌زند، ساعت بیگ بن ۸:۱۵ را نشان می‌دهد اما در عکس بعدی ساعت ۶:۴۰ است.
- در یک عکس از روی پل خلوت وست مینستر، چراغ‌های راهنمایی در محل اتصال خیابان بریج و خاکریز ویکتوریا قرمز است. با این حال گفته شده که، شبکه برق ملی از کار افتاده است.[نیازمند منبع]